# Góra Kościuszki
Góra Kościuszki, nazývaná také Wzgórze Kościuszki či Wzgórze Luizy, kašubsky Grzëpa Kościuszki, německy Luisenberg, Luisenhain nebo Luisenhöhe, je kopec s nadmořskou výškou 103 m, který se nachází severně odlokality Pachołek a kopce Wzgórze Pachołek v Oliwských lesích v severní části Trojměstského kajinného parku (Trójmiejski Park Krajobrazovy) ve čtvrti Oliwa města Gdańsk v Pomořském vojvodství v severním Polsku.

## Historie
Novodobá historie kopce je spjata se sousedním blízkým vrcholem Wzgórze Pachołek, na který v roce 1797 vystoupil pruský král Fridrich Vilém III. s manželkou Luisou Meklenbursko-Střelickou. Událost byla pro místní obyvatele tehdejšího Pruska významnou událostí. Z tohoto důvodu byla Góra Kościuszki tehdy nazvána po královně Luise, tj. Luisenberg. V roce 1889 zde byl vztyčen žulový obelisk se státním znakem Pruska, kterým je orel, a Goethovým citátem:
| „ | Die Stätte, die ein guter Mansch betrat Ist eingeweiht: nach hundret Jahren klingt Sein Wort und seine That dem Enkel wieder? | “ |

Na bočních stěnách obelisku byly plakety s výrazy úcty ke královně ‎‎Louise.‎‎ V roce 1945 byla odstraněna orlice a plakety na počest královny Luisy. V roce 1975 byl památník renovován a na vrcholu byla nově umístěna socha hlavy polského krále ‎‎Zikmunda III Vasy ‎‎a po stranách obelisku byla umístěna deska připomínající polské vítězství nad švédským námořnictvem v bitvě pod Oliwou (Bitwa pod Oliwą) v roce 1627 a také deska s královským erbem Zikmunda III Vasy. V roce 1946 byl kopec přejmenován jako Góra Kościuszki. V 90. letech dvacátého století byl památník silně poničen, socha hlavy Zikmunda III Vasy byla ukradena společně s deskou s německým nápisem. V roce 2006 byla poškozena také pamětní deska s královským erbem. V listopadu 2014 byla dokončena první etapa opětovné renovace památníku, na kterém byla umístěna nová žulová deska s nápisem:‎
| „ | Zygmunt III Waza twórca polskiej floty wojennej, która odniosła wielkie zwycięstwo nad flotą wojenną Szwecji w bitwie pod Oliwą 28-XI-1627 | “ |

## Další informace
Na vrchol vede několik turistických tras a polních cest. Na vrcholu je také vyhlídka, informační tabule a lavičky. Místo je oázou klidu a přírody v jinak velmi rušné Trojměstí.